# Konferencja londyńska w sprawie Kanady

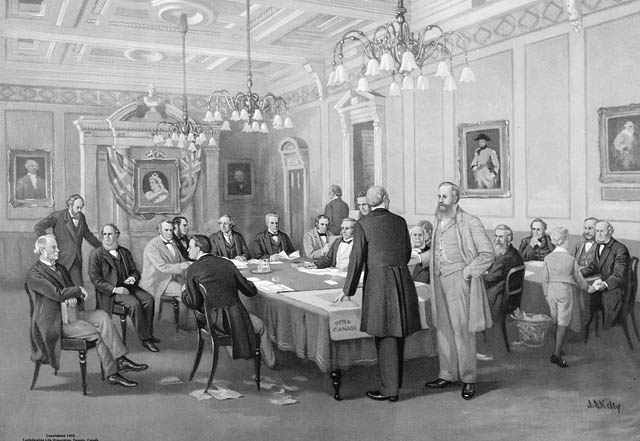
Ojcowie Konfederacji na Konferencji Londyńskiej, 1866

Konferencja Londyńska – seria spotkań pomiędzy przedstawicielami Kanady a prawodawcami brytyjskimi w sprawie negocjacji przyszłego kształtu Kanady. Podstawą dyskusji była rezolucja quebecka, a jej wynikiem Ustawa o Brytyjskiej Ameryce Północnej. Konferencja odbyła się pomiędzy grudniem 1866 a marcem 1867.
Spotkania odbyły się w Pałacu Westminsterskim. W czasie pierwszych kilku sesji przejrzano i przedyskutowano rezolucję quebecką, następnie już jako Rezolucję Londyńską  przesłano do Ministerstwa Kolonii – Colonial Office, która przygotowała projekt ustawy. Jedynym problemem w tej fazie prac były protesty delegacji  Nowej Szkocji reprezentującej ruch antykonfederacyjny. Innym problemem wzbudzającym kontrowersję była kwestia nazwy kraju. Oczywistym była Kanada, nie było jednak zgody co do pozostałych członów. Proponowano "Królestwo Kanady", lecz delegaci kolonii woleli bardziej neutralną nazwę. Wreszcie Samuel Leonard Tilley wysunął swoją propozycję, opierając się na tekście 72 psalmu:
I panować będzie od morza do morza, od Rzeki aż po krańce ziemi
co po angielsku brzmi:
He shall have dominion also from see to see and from the river unto the ends of the earth
Nowe państwo przyjęło nazwę Dominion of Canada – Dominium Kanady. Fraza From see to see – "Od morza do morza", zostało zaadaptowane jako motto kraju.
W pierwszych dniach lutego projekt ustawy został przekazany królowej Wiktorii do przejrzenia. 11 lutego znalazł się w Izbie Lordów, gdzie do końca miesiąca został zaakceptowany bez zasadniczych sprzeciwów. Podobnie przyjęto akt w Izbie Gmin, tak że gotowa ustawa znalazła się u królowej do statecznego podpisu już 29 marca 1867. Droga do Konfederacji Kanady została otwarta.